# Hydriomena musga
Hydriomena musga là một loài bướm đêm trong họ Geometridae.